# Gesine Cukrowski
Gesine Cukrowski née le 23 octobre 1968 à Berlin-Ouest, est une actrice allemande.

## Filmographie sélective
- 1998 : Tatort
- 1998 : Soko brigade des stups
- 1998 : Le Dernier Témoin
- 2000 : Commissaire Léa Sommer
- 2002 : Commissaire Brunetti
- 2002 : Terreur.point.com
- 2002 : Duo de maîtres
- 2003 : Un cas pour deux
- 2004 : Wolff, police criminelle
- 2007 : Alerte Cobra
- 2007 : Berlin section criminelle
- 2011 : Brigade du crime
- 2011 : Une équipe de choc
- 2014 : Haute Trahison
- 2017 : Le Renard
- 2017 : Alerte Cobra